# Кэмбидж, Ричард Хайнд
Ри́чард Хайнд Кэ́мбидж (англ. Richard Hind Cambage, 1859—1928) — австралийский маркшейдер и ботаник.

## Биография
Ричард Хайнд Кэмбидж родился в городке Милтон в Новом Южном Уэльсе в семье иммигранта из Йоркшира Джона Кэмбиджа и Эммы Энн Джонс. Учился в Улладаллской средней школе, затем некоторое время преподавал там. С 1878 года Кэмбидж учился на межевальщика, в 1880 году принимал участие в установлении границ национального парка. В 1881 году Кэмбидж женился на Фэнни Скиллман.
С 1882 года Кэмбидж работал в Земельном департаменте Нового Южного Уэльса, в 1885 году стал маркшейдером. С 1902 года Кэмбидж — главный маркшейдер Нового Южного Уэльса. В 1909—1915 он преподавал в Сиднейском политехническом колледже.
Помимо горной инженерии, Кэмбидж также интересовался изучением флоры Нового Южного Уэльса. С 1880 по 1890 он собирал ботанические коллекции для Уильяма Вуллса. Наибольший интерес для Кэмбиджа представляли крупные роды растений Акация и Эвкалипт. Он принимал участие в написании монографии последнего, созданной его другом Джозефом Генри Мэйденом. В 1904 году Кэмбидж был избран членом Лондонского Линнеевского общества. В 1912 и 1923 он был президентом Королевского общества Нового Южного Уэльса.
В 1924 году Ричард Хайнд Кэмбидж ушёл на пенсию. 28 ноября 1928 года он скончался.

## Некоторые научные публикации
- Cambage, R.H. Notes on the botany of the interior of New South Wales. — Sydney, 1903. — 133 p.

## Некоторые виды, названные в честь Р. Х. Кэмбиджа
- Acacia cambagei R.T.Baker, 1900
- Eucalyptus cambageana Maiden, 1913
- Kunzea cambagei Maiden & Betche, 1913
- Loranthus cambagei Blakely, 1923 [≡ Amyema cambagei (Blakely) Danser, 1929]
- Pultenaea cambagei Maiden & Betche, 1908 [≡ Almaleea cambagei (Maiden & Betche) Crisp & P.H.Weston, 1991]